# Fanfare (Mr.Children單曲)
《fanfare》是日本樂團Mr.Children的第2首音樂下載限定單曲。

## 簡介
前作《花的香氣》1年零1個月之後發行，是Mr.Children的第二首音樂下載限定單曲。2009年11月16日開放手機片段下載，12月2日開放手機全曲下載。
被用作動畫《ONE PIECE》的劇場版《ONE PIECE FILM 強者天下》作為主題曲，是Mr.Children第二次演繹動畫主題曲。第一次是1993年《彩虹的彼方》被用作《湘南爆走族》OVA的主題曲。《ONE PIECE》的漫畫作者尾田榮一郎得知這個消息之後非常興奮，親自給Mr.Children發短信致謝。
歌曲成為當年12月2日—12月8日的一週付費下載冠軍歌曲。 是Mr.Children首次奪得RIAJ付費音樂下載榜冠軍的歌曲。

## 曲目
1. fanfare
作詞、作曲：櫻井和壽；編曲：小林武史 & Mr.Children
東寶系劇場版電影《ONE PIECE FILM 強者天下》的主題曲

## 外部連結
- 歌曲介紹（页面存档备份，存于） Mr.Children官方網站